# Pircova obrana
Pirc-Ufimcevova obrana je hypermoderní šachové zahájení, které je možno zapsat 1. e4 d6 2. d4 Jf6 3. Jc3 g6. Zahájení je pojmenováno po slovinském šachistovi Vasjovi Pircovi. V kódu systému ECO klasifikace šachových zahájení zabírá Pircova obrana rozmezí indexů od B07 do B09. Pointou zahájení je nechat bílého vytvořit si centrum, které se černý snaží v dalším průběhu hry napadat.
V klasickém systému se pokračuje 4. Jf3 Sg7 5. Se2, bílý v tomto systému ovládne střed šachovnice. Tento systém je pro bílého velmi výhodný, nicméně je více variant hry, například Byrnův systém (4. Sg5), rakouský systém, též zvaný systém útoku tří pěšců (4.f4), Gellerův systém (4.c3 Jf3 5. Jbd2), Cholmova varianta (4.Sc4) a další.